# Írástudás

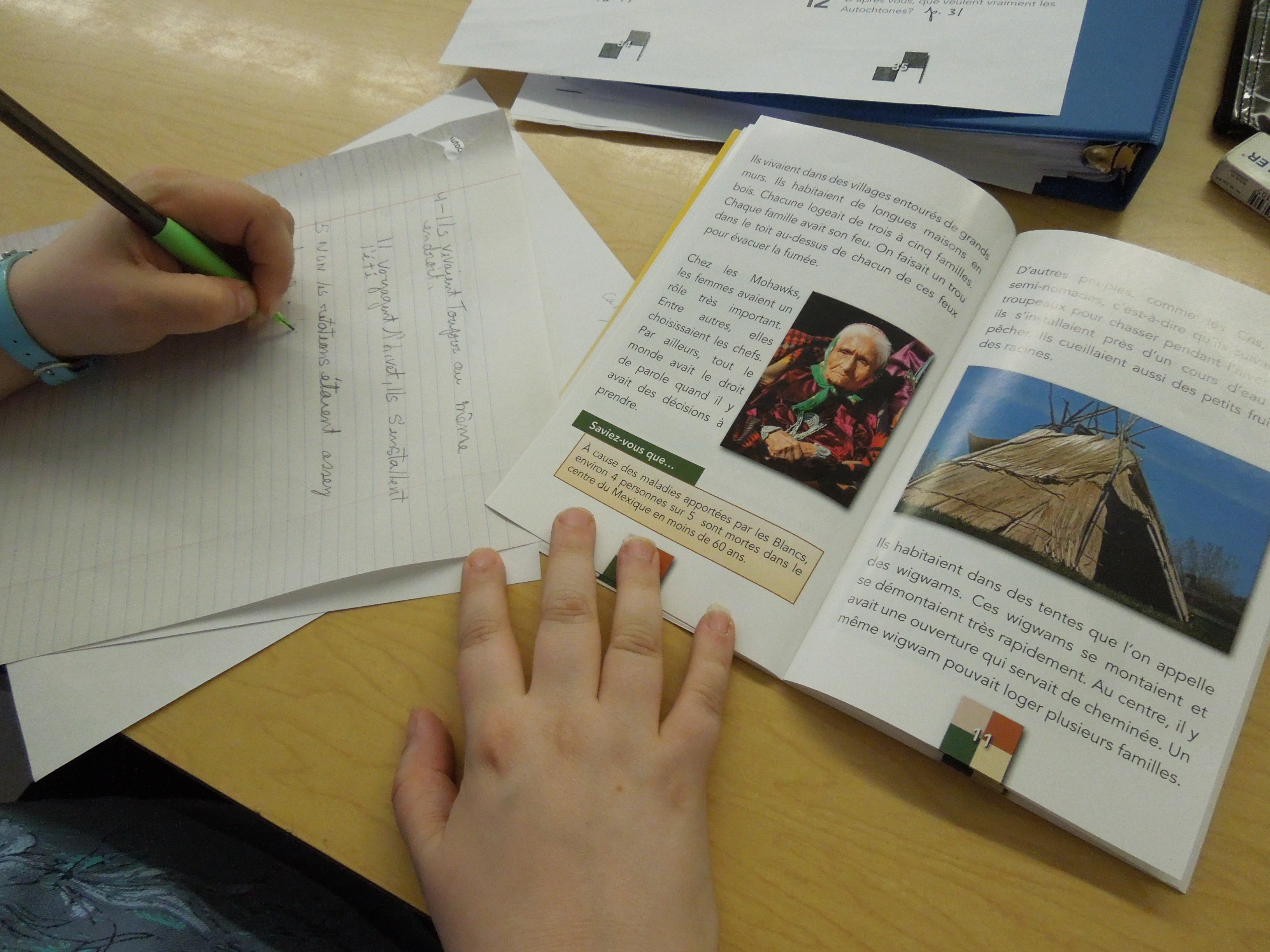
Író tanuló

Az alfabetizmus, vagy írás/olvasási készség legegyszerűbb formájában az írni-olvasni tudást fedi. 
Részletesebb meghatározásában az írás/olvasási készség magában foglalja az értő és megértésre törekedő olvasást, az összefüggő írott szöveg létrehozását és az előző kettőhöz kapcsolódó, kritikai gondolkodás képességét. Legszélesebb értelmezéseiben magában foglalhatja az írott vagy nyomtatott szövegek kulturális feltételrendszerének, etikai normáinak és esztétikai értékeinek tudatos és kritikus ismeretét is.
Ellentéte az analfabetizmus, azaz írástudatlanság.